# 延子内親王
延子内親王（えんし/のぶこないしんのう、正応4年（1291年） - 没年不詳）は、鎌倉時代後期の皇族・女院。女院号は延明門院（えんめいもんいん）。伏見天皇の第4皇女。母は左大臣・洞院実雄の娘・季子（顕親門院）。後伏見天皇の異母妹。花園天皇の同母姉。同母の兄弟姉妹には他に璹子内親王（朔平門院）、寛性法親王（仁和寺御室）がいる。
応長元年（1311年）、21歳で内親王宣下を受ける。同日、准三宮となる。正和4年（1315年）、院号宣下を受け延明門院と称する。正和6年（1317年）、27歳のとき父・伏見院の崩御により出家し、法名を信正恵と称する。その後の消息は不明で、没年も明らかでない。